# Virachola tucca
Virachola tucca är en fjärilsart som beskrevs av Hans Fruhstorfer 1915. Virachola tucca ingår i släktet Virachola och familjen juvelvingar. Inga underarter finns listade i Catalogue of Life.